# Чэнь, Джоан
Джоа́н Чун Чэнь (англ. Joan Chong Chen, кит. трад. 陳冲, упр. 陈冲, пиньинь Chén Chōng; род. 26 апреля 1961) — американская актриса и режиссёр китайского происхождения. Самые известные проекты, снятые при участии Чэнь — телесериал «Твин Пикс» Дэвида Линча, «Последний император» Бернардо Бертолуччи и «Судья Дредд». Чэнь является режиссёром мелодрамы «Осень в Нью-Йорке».

## Биография
Родилась в Китае, в семье врачей, её бабушка и дедушка получили образование в Оксфорде, а родители учились в Гарварде. Будущая актриса получила образование в Шанхайской киноакадемии, а также в престижном Шанхайском университете иностранных языков.
Первый фильм с участием Чэнь вышел в 1977 году, на тот момент ей было 16 лет. В 1980 году Чэнь сыграла в фильме «Цветочек» (режиссёр Чжан Чжэн), за что получила премию «Сто цветов». После выхода фильма китайская пресса окрестила её «Элизабет Тейлор из Китая». В 1981 году Чэнь уезжает на учёбу в США, где учится в колледже: сначала в Государственном Университете Нью-Йорка в Нью-Палтце, а затем в Калифорнийском университете в Нортридже.
В начале актёрской карьеры Чэнь в основном играла в боевиках (например, «Ночной охотник» (1986)), а также в эпических драмах: роль наложницы Мэй-Мэй в «Тай-Пэне» (1986) Дэрила Дьюка и императрицы Вань Жун в «Последнем императоре» (1987) Бернардо Бертолуччи.
В 1989 году Джоан Чэнь стала гражданкой Соединённых Штатов.
Судьбоносным для актрисы стал 1990 год. Роль в телесериале «Твин Пикс» прославила её на всю Америку. В культовой фантастической драме Дэвида Линча Чэнь исполнила роль Джози Пэккард, вдовы Эндрю Пэккарда, влюблённую в шерифа Трумэна. Однако голливудская практика типажирования азиатов привела к тому, что с тех пор у Чэнь было крайне мало главных ролей.
В 1990-х её можно было увидеть в следующих картинах: «Небо и Земля» Оливера Стоуна (1993), «Безумие» Д. Кэммела (1995). За роль в фильме С. Гуань Цзиньпэна «Красная роза, белая роза» Чэнь получила главную кинопремию Тайваня «Золотая лошадь» 1994. Также в 1995 году актриса сыграла в супергеройском боевике «Судья Дредд» в компании Сильвестра Сталлоне.
В 1999 году состоялся режиссёрский дебют Джоан. Фильм «Сосланная» с успехом прошёл по мировым фестивалям. За работу над картиной Чэнь была номинирована на «Золотой медведь» Берлинского кинофестиваля. В 2000 году Чэнь выступила режиссёром мелодрамы «Осень в Нью-Йорке» с Ричардом Гиром и Вайноной Райдер в главных ролях.
В период с 2004 по 2008 год актриса сыграла в фильмах: «Аватар», «Спасая лицо», «Жасминовые женщины», «Подсолнух», «Песни родного дома», «Вожделение», «Високосный год», «Сити 24» и «Все дети Бога могут танцевать». Роль в фэнтези «И солнце снова взойдёт» принесла Чэнь награду Азиатской киноакадемии в категории «Лучшая женская роль второго плана».
9 апреля 2008 года Чэнь написала статью в «Washington Post» о Летних Олимпийских Играх в Пекине.
Джоан Чэнь активно занимается благотворительностью.
В 2020 году вышел боевик «Агент Ева» при участии актрисы. Главную роль в фильме исполнила Джессика Честейн. Также в картине сыграли Колин Фаррелл и Джон Малкович.

## Избранная фильмография

### Актриса
| Год       |   | Русское название                   | Оригинальное название                  | Роль                                    |
| --------- | - | ---------------------------------- | -------------------------------------- | --------------------------------------- |
| 1984      | с | Рыцарь дорог                       | Knight Rider                           | Сулинь                                  |
| 1985      | с | Полиция Майами: Отдел нравов       | Miami Vice                             | Май Инк                                 |
| 1985      | с | Секретный агент Макгайвер          | MacGyver                               | Линь                                    |
| 1985      | ф | Дим Сум: легкое биение сердца      | Dim Sum: A Little Bit of Heart         | юный игрок в мацзян                     |
| 1986      | ф | Тай Пен                            | Tai-Pan                                | Мэй-мэй                                 |
| 1987      | ф | Последний император                | The Last Emperor                       | Вань Жун                                |
| 1987      | ф | Ночной охотник                     | The Night Stalker                      | Мэй Вэнь                                |
| 1989      | ф | Приветствие Джаггера /Кровь героев | The Blood of Heroes                    | Кидда                                   |
| 1989      | с | Умник                              | Wiseguy                                | Максин Цзы                              |
| 1990—1991 | с | Твин Пикс                          | Twin Peaks                             | Джоселин «Джоси» Пакард                 |
| 1991      | ф | Незнакомцы                         | Strangers                              | девушка                                 |
| 1991      | ф | Смертельный союз                   | Wedlock                                | Ноэлли                                  |
| 1992      | ф | Черепаший берег                    | Turtle Beach                           | Minou                                   |
| 1992      | ф | Твин Пикс: Сквозь огонь            | Twin Peaks: Fire Walk with Me          | Jocelyn «Josie» Packard                 |
| 1992      | с | Кафе кошмаров                      | Nightmare Cafe                         | клиент в кафе                           |
| 1993      | ф | Искушение монаха                   | 誘僧 Yòu Sēng                          | Принцесса Хунъэ/Госпожа Циншоу          |
| 1993      | ф | Небо и Земля                       | Heaven & Earth                         | Мама                                    |
| 1993      | с | Байки из склепа                    | Tales from the Crypt                   | Конни                                   |
| 1994      | ф | Золотые ворота                     | Golden Gate                            | Мэрилин                                 |
| 1994      | ф | В смертельной опасности            | On Deadly Ground                       | Masu                                    |
| 1994      | ф | Красная роза, белая роза           | 紅玫瑰，白玫瑰 Hóng Méigui, Bái Méigui | Ван Цзяожуй                             |
| 1995      | ф | Травля                             | The Hunted                             | Кирина                                  |
| 1995      | ф | Дикая возня                        | Wild Side                              | Вирджиния Чжоу                          |
| 1995      | ф | Судья Дредд                        | Judge Dredd                            | Айла                                    |
| 1996      | ф | Драгоценная находка                | Precious Find                          | Камилла Джонс                           |
| 1997      | с | Убойный отдел                      | Homicide: Life on the Street           | Элизабет Ву                             |
| 1999      | ф | Пурпурный шторм                    | 紫雨風暴 Zǐ Yǔ Fēngbào                 | Ширли Квань                             |
| 2000      | ф | Что готовим?                       | What’s Cooking?                        | Чинь Нгуен                              |
| 2004      | ф | Жасминовые женщины                 | 茉莉花开 Mòlìhuā Kāi                   | мать Мо / Мо в старости                 |
| 2004      | ф | Спасая лицо                        | Saving Face                            | Гао Хуэйлан — Ма                        |
| 2004      | ф | Аватар                             | Avatar                                 | мадам Онг                               |
| 2005      | ф | Подсолнух                          | 向日葵 Xiàngrìkuí                      | Чжан Сюцин                              |
| 2007      | ф | Вожделение                         | 色，戒 Sè, Jiè                         | госпожа И                               |
| 2007      | ф | И солнце снова взойдёт             | 太阳照常升起 Tàiyáng Zhàocháng Shēngqǐ | доктор Линь                             |
| 2007      | ф | Все божьи дети могут танцевать     | All God’s Children Can Dance           | Эвелин                                  |
| 2007      | ф | Песни родного дома                 | The Home Song Stories                  | Rose Hong / Hong Meigui                 |
| 2008      | ф | Сити 24                            | 二十四城记 Èr shí sì chéng jì          | Гу Миньхуа «Маленький Цветок» (Сяо Хуа) |
| 2011      | ф | Падение последней империи          | 辛亥革命 Xīnhài gémìng                 | императрица Лунъюй                      |
| 2012      | ф | Райский остров                     | Re ai dao                              | Джоана                                  |
| 2012      | ф | Двойная экспозиция                 | Er ci pu guang                         | Доктор Хао                              |
| 2014      | ф | Твин Пикс: Вырезанные сцены        | Twin Peaks: The Missing Pieces         | Jocelyn Packard                         |
| 2014—2016 | с | Марко Поло                         | Marco Polo                             | императрица Чаби                        |
| 2020      | ф | Хвост тигра                        | Tigertail                              | Yuan                                    |
| 2020      | ф | Агент Ева                          | Ava                                    |                                         |
| 2023      | ф | Мой Хатико                         | 忠犬八公 Zhong quan ba gong            | Ли Цзячжэнь                             |

### Продюсер и режиссёр
- 1995 — «Wild Side» — ассоциированный продюсер
- 1998 — «Сю Сю: Сосланная» (天浴 Tiān Yù) — продюсер, исполнительный продюсер (номинирована на Independent Spirit Award for Best First Feature Over $500,000 совместно с Элис Чэнь Хуйчжун (Чхань Ваицзунг))
- 2000 — «Осень в Нью-Йорке» — режиссёр

## Награды и номинации
| Год  | Премия                                      | Категория                                  | Фильм или сериал            | Результат |
| ---- | ------------------------------------------- | ------------------------------------------ | --------------------------- | --------- |
| 1980 | Hundred Flowers Awards                      | Лучшая Актриса                             | Little Flower               | Победа    |
| 1980 | Yugoslavia International Film Festival      | Лучшая актриса                             | Little Flower               | Победа    |
| 1994 | Asian American International Film Festival  | Премия СМИ                                 |                             | Победа    |
| 1994 | Golden Horse Awards                         | Лучшая актриса                             | Red Rose, White Rose        | Победа    |
| 1995 | Hong Kong Film Awards                       | Лучшая Актриса                             | Red Rose, White Rose        | Номинация |
| 1995 | Hong Kong Film Critics Society Award        | Лучшая актриса                             | Red Rose, White Rose        | Победа    |
| 1998 | Golden Horse Awards                         | Лучший режиссёр                            | Xiu Xiu: The Sent Down Girl | Победа    |
| 1998 | Golden Horse Awards                         | Лучшая актриса, премия СМИ                 | Xiu Xiu: The Sent Down Girl | Победа    |
| 1998 | Berlin International Film Festival          | Золотой Медведь                            | Xiu Xiu: The Sent Down Girl | Номинация |
| 1998 | Fort Lauderdale International Film Festival | Приз жюри                                  | Xiu Xiu: The Sent Down Girl | Победа    |
| 1999 | Festival Paris Cinéma                       | Гран При                                   | Xiu Xiu: The Sent Down Girl | Победа    |
| 1999 | Festival Paris Cinéma                       | Специальная премия                         | Xiu Xiu: The Sent Down Girl | Победа    |
| 1999 | Love International Film Festival Mons       | Гран При                                   | Xiu Xiu: The Sent Down Girl | Победа    |
| 1999 | National Board of Review                    | Международная Премия Свободы               | Xiu Xiu: The Sent Down Girl | Победа    |
| 2000 | Independent Spirit Awards                   | Лучший полнометражный фильм                | Xiu Xiu: The Sent Down Girl | Номинация |
| 2000 | Chlotrudis Awards                           | Лучший режиссёр                            | Xiu Xiu: The Sent Down Girl | Номинация |
| 2007 | Golden Horse Awards                         | Лучшая актриса                             | The Home Song Stories       | Победа    |
| 2007 | Hawaii International Film Festival          | Лучшая актёрская игра                      | The Home Song Stories       | Победа    |
| 2007 | Asia Pacific Screen Awards                  | Лучшая актриса                             | The Home Song Stories       | Номинация |
| 2007 | Inside Film Awards                          | Лучшая актриса                             | The Home Song Stories       | Победа    |
| 2007 | Torino Film Festival                        | Лучшая актриса                             | The Home Song Stories       | Победа    |
| 2007 | Australian Film Institute Awards            | Лучшая актриса                             | The Home Song Stories       | Победа    |
| 2008 | Film Critics Circle of Australia Awards     | Лучшая актриса                             | The Home Song Stories       | Победа    |
| 2008 | Asian Film Awards                           | Лучшая актриса                             | The Home Song Stories       | Номинация |
| 2008 | Asian Film Awards                           | Самая привлекательная актриса              | The Sun Also Rises          | Победа    |
| 2008 | Shanghai International Film Festival        | Премия СМИ «Самая привлекательная актриса» | Shi Qi                      | Победа    |

## Личная жизнь
В 1985 Джоан Чэнь вышла замуж за актёра Джимми Лау. Их брак просуществовал до 1990 года.
18 января 1992 вышла замуж за кардиолога Питера Хэя. Джоан и Питер имеют двух дочерей и живут в Сан-Франциско, периодически бывая в Шанхае, вместе с семьёй Джоан, чтоб их дочери имели возможность знакомиться с китайской культурой.

## Факты
- В 1992 журнал «People» включил Джоан Чэнь в список «50 самых красивых женщин мира».
- Джоан Чэнь вдохновила инди-рок-группу «Xiu Xiu», которая назвалась в честь её фильма «Сю Сю: Падшая Девочка».